# Warużan Kadżojan
Warużan Kadżojan (orm. Վարուժան Կաջոյան) – ormiański zapaśnik walczący w stylu wolnym. Zajął piętnaste miejsce na mistrzostwach świata w 2019. Siódmy na mistrzostwach Europy w 2018. Wicemistrz igrzysk frankofońskich w 2017. Dziesiąty w Pucharze Świata w 2014 roku.